# ショートショートフィルムフェスティバル
ショートショート フィルムフェスティバル（英称：Short Shorts Film Festival）は、短編映画を対象とした日本の映画祭。俳優の別所哲也が代表を務める。毎年、100を越える国と地域から約6000本以上の応募があり、その中から厳選された約300作品ほどが様々な部門にて上映されている。アジア最大級の国際短編映画祭といわれる名誉を持つ。

## 概要
1999年に別所哲也らが発起人となり、「アメリカン・ショートショートフィルムフェスティバル」として東京・表参道で誕生。初年度はジョージ・ルーカス監督が南カリフォルニア大学時代に制作した短編映画『電子的迷宮/THX 1138 4EB』などを上映し注目を集め、2001年より「ショートショート フィルムフェスティバル（SSFF）」として開催されるようになった。コンペティションでは25分以内の短編映画を対象とし、国際短編映画祭としてはアジア最大級である。
2004年より、アジア発の新しい映像文化の発信、新進若手映像作家の育成目的から東京都との共催による「ショートショート フィルムフェスティバル アジア（SSFF ASIA）」が誕生。アジア地域の作品を上映するジャパン部門及びアジア インターナショナル部門の最高賞には優秀賞と東京都知事賞が授与される。同年に米国アカデミー賞の公認映画祭として認定された。現在では「ショートショート フィルムフェスティバル」と「ショートショート フィルムフェスティバル アジア」が、「ショートショート フィルムフェスティバル & アジア（SSFF & ASIA）」として同時開催されている。
オフィシャルコンペティション（インターナショナル部門、アジア インターナショナル部門、ジャパン部門）の各優秀賞受賞作品から選ばれた1作品がグランプリに選出され、グランプリ受賞作品は翌年の米国アカデミー賞短編部門のノミネート候補作品となる。

開催期間中は、関連したプログラムやシンポジウム、ワークショップが行われる。

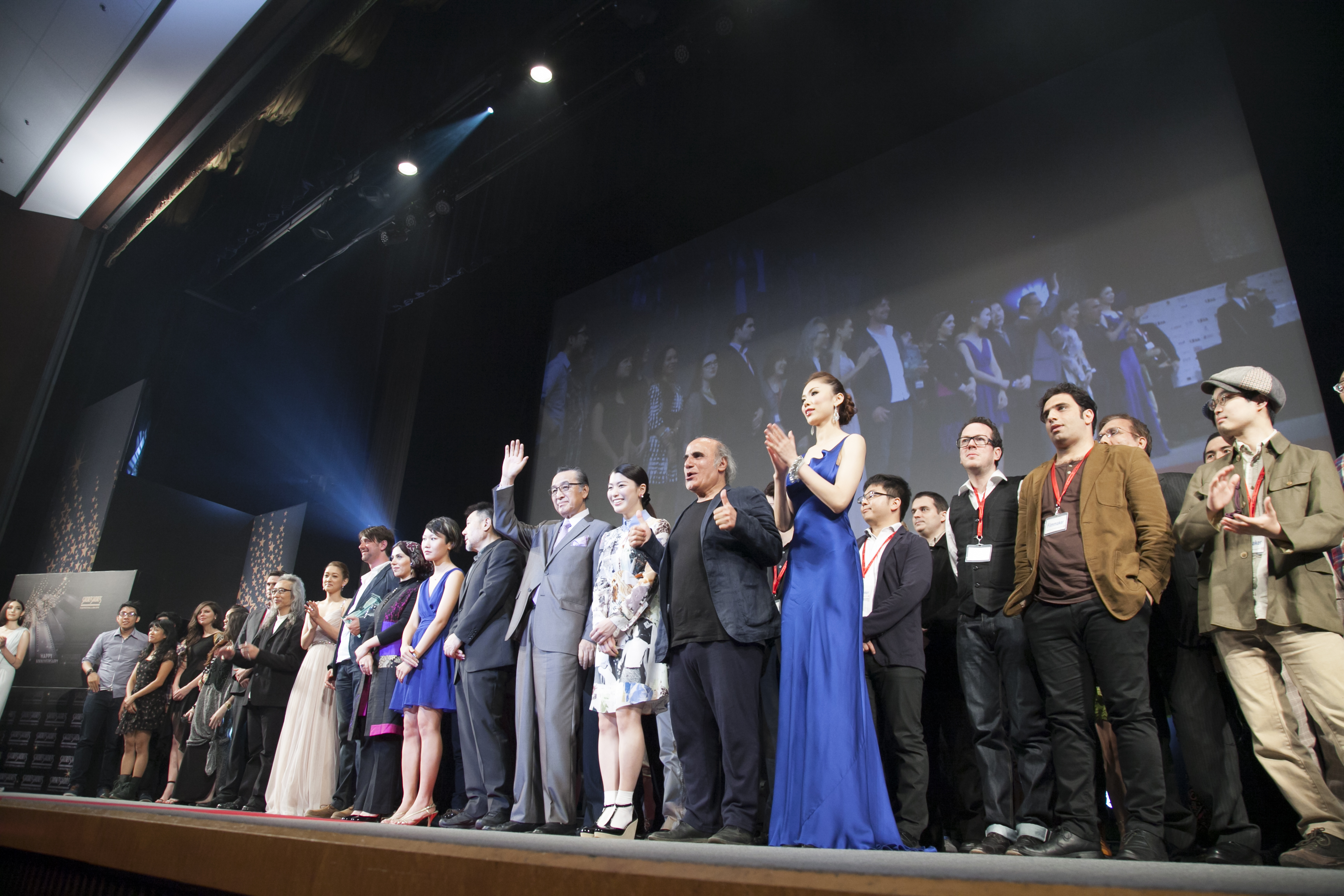
アワードセレモニー（授賞式）

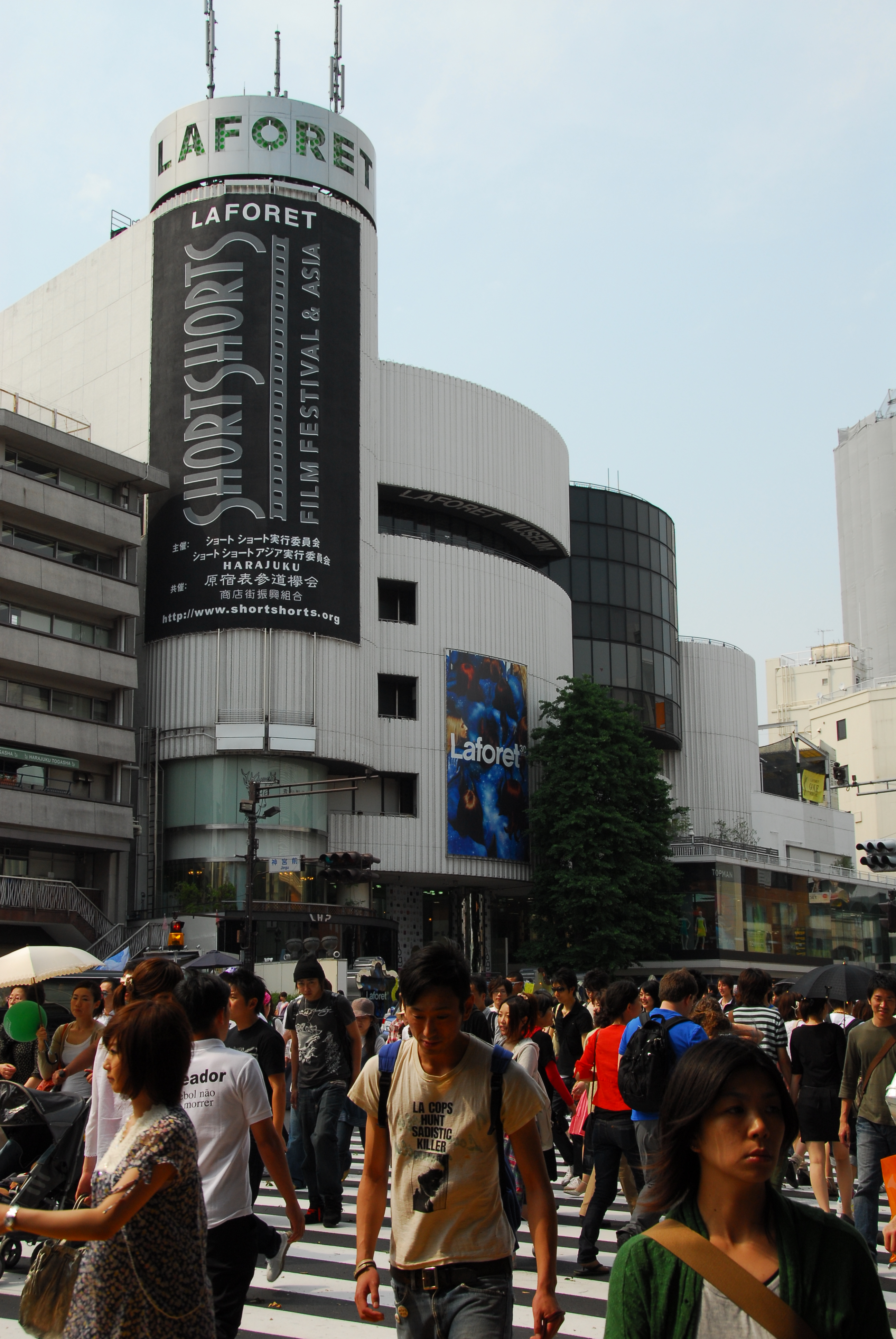
ラフォーレ原宿

アワードセレモニーではレッドカーペットが敷かれ、各界から著名人を集めた授賞式が開催される。また、6月4日は初年度である1999年の開催日にちなんで「ショートフィルムの日」に制定されている（日本記念日協会登録）。
2001年の観客賞受賞監督には、若き日のジェイソン・ライトマン監督も名を連ねており、その後、ディアブロ・コーディとタッグを組んだ長編映画『JUNO/ジュノ』や『マイレージ、マイライフ』（主演：ジョージ・クルーニー）がアカデミー賞にノミネートされている。2014年のカンヌ映画祭“シネフォンダシオン部門”では、SSFF & ASIA 2012でグランプリを受賞した平柳敦子監督による『Oh Lucy!』（主演：桃井かおり）が日本人初の2位という快挙を果たした。
SSFF & ASIA 2014では映画コメンテーターのLiLiCoが同映画祭初のアンバサダーとして就任。
2014年8月からは、映像以外のコンテンツを初めて公募するプロジェクト「Book Shorts」をスタートさせた。大賞には、賞金100万円のほか、ショートフィルム化やラジオ番組化などの副賞がつく。
SSFF & ASIA 2016では写真家のレスリー・キーが同映画祭オフィシャルフォトグラファーを務めた。
2016年、国内外の企業がブランディングを目的として制作したブランデッドムービーをセレクトし、特集上映する「Branded Shorts」が設立された。上映作品のうち優れた作品には「Branded Shorts of the Year」が授与される。
2017年にはEXILE TRIBEの楽曲を、河瀨直美監督をはじめ、A.T. 萩原健太郎 齋藤俊道 常盤司郎 落合賢の6人の映画監督たちがショートフィルム化するプロジェクトCINEMA FIGHTERSも公開される。
2018年には映画祭開催20周年を迎えたのを機に、オフィシャルコンペティションのグランプリ名称を、ジョージ・ルーカスの名を冠した「ジョージ・ルーカス アワード」に改称する。上述の通り第1回ではルーカスの短編映画を上映、以来毎年ルーカスからの応援メッセージが届くなど、ルーカスとSSFFとは長年の関係があったからこそ実現したもので、ルーカスの名を冠した賞ができるのは世界初となる。

## コンペティション
オフィシャルコンペティション（ジョージ・ルーカス アワード）
- インターナショナル部門
- アジアインターナショナル部門
- ジャパン部門（2006年まではナショナル・コンペティション部門）

上記3部門の優秀賞の中からグランプリ（2018年からは「ジョージ・ルーカス アワード」）を選定。グランプリ受賞作品は、アカデミー賞短編部門のノミネート選考対象作品となる。
その他の部門
- 地球を救え！部門（2013年-、地球の環境をテーマにした作品を公募。）
- ミュージックショート部門（2009年-、エントリーされたアーティストの楽曲をもとに制作されたショートフィルムを公募。）
- ミュージックビデオ部門（2016年-、オフィシャルのミュージックビデオを公募。）
- CGアニメーション部門（2015年-）
- Cinematic Tokyo部門（2017年-、東京をテーマにした作品を公募。）
- 観光映像大賞（2012年-、日本全国で制作した「観光や地域振興」をテーマにした作品を公募。観光庁後援）

過去の部門
- ストップ! 温暖化部門（2008年-2012年、チーム・マイナス6%の活動の一環。2013年に「地球を救え！」部門に改名）
- 旅シヨーット！プロジェクト（2010年-2012年、観光庁共催）
- NEO JAPAN（2008年-2011年）
- CG部門（2012年-2014年、2015年に「CGアニメーション部門」に改名）

## 会場
東京表参道のラフォーレミュージアム原宿、表参道ヒルズ スペース オーがメイン会場。2010年は、二子玉川ライズのiTSCOM STUDIO & HALLも会場となった。また、地方開催としてこれまでに大阪・名古屋・広島・沖縄など、関東地方以外の7都市で開催。また、ロサンゼルス、シンガポール、ミャンマーにおいて国際特別上映も行った。2013年には、東京スカイツリーでも映画祭が開催された。なお、当映画祭の代表を務める別所哲也は横浜みなとみらいにショートフィルム専門映画館「ブリリア ショートショート シアター」を開設し映画祭の会場の一つにもなっていたが、2017年12月に閉館し翌年よりオンラインシアターに移行している。

## 歴代グランプリ受賞作品
2001年はアメリカン・ショート・ショート・アワード、2002年 - 2004年はショートショートアワード受賞作を記載
- 2001年：Delusions in Modern Primitivism - Daniel Loflin
- 2002年：The Invention of Childfood - Liliana Sulzbach
- 2003年：Una Bala - Edgar San Juan & Ibon Antunano
- 2004年：Redd Barna（恵まれない子供達の為に） - Terje Rangnes
- 2005年：RIEN DE GRAVE - Renaud Philipps
- 2006年：THE LAST CHIP（ラスト・チップ） - Heng Tang（ヘン・タン）
- 2007年：Printed Rainbow（虹絵） - ギタンジャリ・ラオ
- 2008年：胡同の一日 - 鈴木勉
- 2009年：Love You More（ラブ・ユー・モア） - サム・テイラーウッド
- 2010年：Vera（ミュージアムとショコラ） - Thomas Korthals Altes（トマス・コルタレス・アルテス）
- 2011年：Ich bins. Helmut（ヘルムートの誕生日） - Nicolas Steiner（ニコラス・シュタイナー）
- 2012年：もう一回 - 平柳敦子
- 2013年：THE MASS OF MEN（人間の尊厳）- Gabriel Gauchet（ガブリエル・ゴーシュ）
- 2014年：A Lady Caddy Who Never Saw a Hole In One（ホールインワンを言わない女）- Yosep Anggi Noen（ヨセプ・アンギ・ノエン）
- 2015年：キミのモノ - レザ・ファヒミ[4]
- 2016年：Sing （合唱） - Kristof Deak （クリストフ・デアーク）[5]
- 2017年：Sugar & Spice （シュガー & スパイス） - Mi mi Lwin （ミミルイン）[6][7]
- 2018年：カトンプールでの最後の日 - Yee Wei Chai[8]
- 2019年：見下ろすとそこに - Zhengfan Yang[9]
- 2020年：11月1日 - Charlie Manton[10]
- 2021年：フィリピニャーナ - Rafael Manuel[11]
- 2022年：天空の孤高 - Dania Bdeir[12]
- 2023年：希望のかけ橋 - 吉田和泉[13]
- 2024年：せん（SEN）- 森崎ウィン[14]